# Calamotis
Calamotis é um gênero de mariposa pertencente à família Acrolepiidae.